# Bram
Bram è un comune francese di 3 360 abitanti situato nel dipartimento dell'Aude nella regione dell'Occitania.

## Società

### Evoluzione demografica
Abitanti censiti